# 파란 자전거
"파란 자전거"는 2007년에 개봉한 대한민국의 영화이다.

## 캐스팅
- 양진우: 이동규 역
- 김정화: 지하경 역
- 오광록: 동규 부 역
- 길해연: 동규 모 역
- 권병길: 사육사 역
- 박효주: 유리 역
- 신진우: 도현 역
- 조성하: 매형 역
- 김미성: 누나 역
- 신지혜: 여동생 역
- 김영필: 여동생 남친 역
- 김세동: 유리집 주인 역
- 임현성: 상준 역
- 손희순: 유리 모 역
- 류진: 동규 담임 역
- 이국호: 응원남 1 역
- 호산: 응원남 2 역
- 이두경: 사진사 역
- 신지혜: 라디오 DJ 역
- 안재성: 어린 동규 역